# توريد حكومي
التوريد الحكومي أو التوريد العام هو توريد السلع، والخدمات والأعمال نيابة عن سلطة عامة، مثل وكالة حكومية. يشكل التوريد الحكومي، الذي وصل إلى 12 بالمئة من الناتج المحلي الإجمالي العالمي في عام 2018، جزءًا كبيرًا من الاقتصاد العالمي.
تنظم قوانين أغلب البلدان التوريد الحكومي إلى حد ما، بهدف منع الاحتيال، أو الإهدار، أو الفساد، أو النزعة الحمائية المحلية. تقضي القوانين عادة أن تصدر السلطة الموردة مناقصات عامة إذا تجاوزت قيمة التوريد حدًا معينًا. التوريد الحكومي أيضًا هو موضوع لاتفاقية التوريد الحكومي (جي بي إيه)، وهي اتفاقية دولية متعددة الأطراف برعاية منظمة التجارة العالمية.

## نظرة عامة

### الحاجة إلى التوريد الحكومي
يعد التوريد الحكومي ضروريًا لأن الحكومات لا تستطيع إنتاج جميع المدخلات للسلع التي توفرها لنفسها. توفر الحكومات عادةً السلع العامة كالدفاع الوطني أو البنية التحتية العامة. تعد السلع العامة غير تنافسية وعمومية، مما يعني أن استهلاك الفرد الواحد لا يقلل من كمية أو نوعية السلع المتاحة للآخرين، ولا يمكن منع الأفراد من استهلاك السلع بحرية أو ما يسمى «الركوب بالمجان». نتيجة لذلك، لا يمكن للأسواق الخاصة أن توفر السلع العامة. بدلًا من ذلك، توفر الحكومة هذه السلع وتمولها من خلال رفع الضرائب على جميع المواطنين.
إضافة إلى السلع العامة، توفر الحكومة السلع الكمالية كالتعليم والرعاية الصحية. السلع الكمالية هي سلع خاصة تنافسية ومقتصرة على البعض، لذلك تقدمها الأسواق الخاصة. مع ذلك، تقدم الحكومة أيضًا السلع الكمالية لأسباب تتعلق بالعدالة والإنصاف لأن لها تأثيرات خارجية إيجابية على المجتمع ككل.
لتوفير السلع العامة والكمالية، يتوجب على الحكومة شراء مستلزمات الإنتاج من الشركات الخاصة، كسيارات الشرطة وأبنية المدارس والأزياء الرسمية.. إلخ. تسمى هذه العملية بالتوريد الحكومي أو العام.

### المشاكل
يتضمن التوريد الحكومي مخاطرة عالية بحدوث الفساد بسبب حجم التعامل المالي الكبير وتعقيد العديد من عمليات التوريد التي تتعامل من خلالها الشركات مع السياسيين وموظفي الخدمة المدنية. غالبًا ما تختلف المصالح الشخصية للموظفين العامين عن مصالح الشعب. جعل ضعف المشترين العامين تجاه الأعمال التخريبية الخاصة كل بلد تضع حدًا لحرية تصرف الجهات الموردة فيما تشتريه وتبيعه. لكن في الحين الذي يعمل فيه القانون التنظيمي للقطاع الخاص على تشجيع الموظفين العامين وتمكينهم من انتزاع الرشاوي في مقابل تخفيف القيود التنظيمية، فإن تنظيم الحكومة يقيد هؤلاء الموظفين. تحد قوانين التوريد العام من حرية تصرف المشترين، وذلك عادة بقصد الحد من الفساد.

### الامتداد
تغطي قوانين التوريد الحكومي عادة جميع الأشغال والخدمات العامة، وعقود التوريد التي تبرمها من خلال سلطة عامة. مع ذلك، قد تكون هناك استثناءات. يغطي ذلك بشكل خاص عمليات الاستحواذ العسكرية، التي تشكل جزءًا كبيرًا من النفقات الحكومية. يسمح قانون اتفاقية التوريد الحكومي والاتحاد الأوروبي ببعض الاستثناءات التي قد تنتهك فيها المناقصات العامة أحد مصالح الأمنية الأساسية للبلد. إضافة إلى ذلك، قد تعامل بعض القطاعات الحساسة اقتصاديًا وسياسيًا، كالصحة العامة أو إمدادات الطاقة أو النقل العام، بشكل خاص.

## الشراء الاستراتيجي في التوريد العام
أحد عواقب الأزمة المالية بين عامي 2007-2008 كان محاولة التخفيف من الإنفاق العام من أجل ضبط الدين العام. أثر هذا الاتجاه على التوريد الحكومي بسبب حصته الكبيرة من الإنفاق العام. لذلك، تم تطبيق استراتيجيات الشراء المختلفة لزيادة النوعية وتخفيض كلفة التوريد الحكومي. شملت هذه الاستراتيجيات التوريد الإلكتروني العام، أو الشراء المركزي، أو الاتفاقيات الإطارية.

### التوريد الإلكتروني العام
يقصد بالتوريد الإلكتروني العام استبدال المراحل المختلفة للتوريد العام بوسائل إلكترونية. الغرض من استخدام الأدوات الإلكترونية هو تخفيض التكاليف الإدارية عن طريق الأتمتة. يمكن للتوريد الإلكتروني أيضًا أن يخفف من الحواجز التي تحول دون دخول الموردين الصغار، وبالتالي تؤدي زيادة المنافسة إلى خفض أسعار التوريد.

### التوريد العام والابتكار
أدت القوة الشرائية الكبيرة للقطاع العام إلى النظر لاستخدام التوريد العام كحافز للتشجيع على الابتكار. تتقاطع أنشطة الابتكار والتوريد العام في ثلاث نواحي هي: التوريد العام من أجل الابتكار، والتوريد العام للابتكار والتوريد العام المبتكر. أولًا، أثبت عدة دراسات أن التوريد العام من أجل الابتكار هو أداة مجدية وفعالة في تحفيز الابتكار بصفته حاجة ملحة- أداة جانبية في مزيج سياسات الابتكار. ثانيًا، قد يستخدم التوريد العام أيضًا في تحفيز القطاع العام نفسه (التوريد العام للابتكار)، من خلال إدراج «الابتكار» كهدف للتوريد (غالبًا كمعيار ثانوي). ثالثًا، ثد يتم طرح منهجيات توريد جديدة (كالتوريد الإلكتروني أو الشراكات بين القطاعين الخاص والعام) من أجل ابتكار عمليات وكيانات توريد عامة.

### الشراء المركزي في التوريد العام
يقصد بالشراء المركزي منح عقود التوريد نيابة عن جهة توريد واحدة أو أكثر. استخدمت هذه الطريقة للحصول على منافع مختلفة ناتجة عن تجميع الطلب. يمكن للسلطات المتعاقدة العادية أو هيئات الشراء المركزية القائمة إجراء التوريد المركزي. تنظم الهيئة التشريعية المحلية التوريد المركزي. على سبيل المثال، يتناول التوجيهان 2004/17/إي سي و2004/18/إي سي هذه المسألة في الاتحاد الأوروبي. فيما يلي الفوائد التي يشاع ذكرها لمركزية الشراء:
- انخفاض سعر الوحدة النهائي- قيمة التوريد العالية الناتجة عن تجميع الطلب يمكن أن تزيد من قدرة المشترين على المساومة وتنقص من السعر النهائي. علاوة على ذلك، يمكن أن تجذب القيمة العالية شركات أكثر لتقديم عروض في المناقصة، وقد تؤدي زيادة المنافسة إلى زيادة السعر أيضًا.[11]
- تخفيض تكاليف المعاملات- الهدف الرئيسي من التوريد المركزي هو منع تكرار بعض الإجراءات. يمكن لوحدات التعاقد تخفيض تكاليف معاملاتها بالتعاون مع جهات أخرى. يعتبر هذا الجانب غالبًا الحجة الأكثر أهمية لمركزية التوريد.
- زيادة الشفافية- في العديد من الولايات القضائية، يوجد عتبات معينة للقيمة تلزم الموردين بنشر تفاصيل المناقصة ومعلومات العقود الممنوحة والنفقات المتكبدة. لذلك، يمكن أن تساهم القيمة الموردة العالية في تحقيق شفافية أكبر بين المناقصات العامة.[12]
- تبادل المعارف- قد يؤدي التعاون في الشراء أيضًا إلى تبادل أفضل ممارسات التوريد. تقوم بعض هيئات التوريد المركزية أيضًا بأنشطة بحثية.[13]

من ناحية ثانية، يتم غالبًا انتقاد الجوانب المركزية الأخرى. غالبًا ما ترتبط العقبات التي تمت مناقشتها بنظرية اللامركزية التي ذكرها الاقتصادي الأمريكي والاس إي أوتس في عام 1972. تدعي النظرية أن النظام اللامركزي أكثر فعالية بسبب تفاوت المعلومات بين الحكومتين المركزية والمحلية.
قد تؤثر مركزية التوريد بشكل سلبي على صعيد العرض. قد تتطلب القيم الموردة الأعلى قدرة أعلى للشركة الموردة ويمكن أن تخلق حاجزًا لدخول الشركات الصغيرة والمتوسطة. بالتالي، قد يؤدي ذلك إلى احتكار سوق التوريد العام.
يذكر النقاد أيضًا أنه لا يمكن شراء سوى بعض السلع مركزيًا. السلع متغيرة الخواص أو ذات الخصائص المتعددة ليست مناسبة لهذه الاستراتيجية.

### الاتفاقات الإطارية
الاتفاق الإطاري هو طريقة أخرى لتجميع الطلب. وهو نوع من إجراءات طرح المناقصات على مرحلتين، التي تصدر قرارات العقود الممنوحة غير الكاملة مع مورد واحد أو أكثر لفترة زمنية معينة.
الميزة المُتناولة هي تخفيض التكاليف الإدارية مرة أخرى حيث لا يجب أن تتكرر إجراءات المناقصات لفترة زمنية متفق عليها. من ناحية أخرى، يرتبط مصطلح «لعنة الفائز» بالاتفاق الإطاري نظرًا لوجود عدم يقين من الأسعار في وقت معين.
لا تنفي استراتيجيات التوريد الثلاثة هذه بعضها البعض. لذلك، يمكن معالجة الاتفاقات الإطارية مركزيًا من خلال التوريد الإلكتروني.